# حقوق الإنسان في أفغانستان

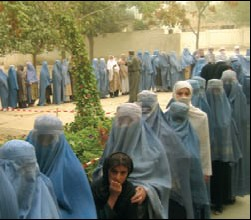

تعد حقوق الإنسان في أفغانستان موضع جدل خلاف؛ فبينما عرف عن طالبان انتهاكاتها التي لا تحصى لحقوق الإنسان، تستمر العديد من الانتهاكات لحقوق الإنسان في عهد الحكومة التي تلت طالبان. هذا وتملك أفغانستان إطارا قويا ومثيرا لحقوق الإنسان ضمن دستورها.
يصون الفصل الثاني من دستور جمهورية أفغانستان الإسلامية وثيقة الحقوق، فحق الحياة والحرية محميان بالدستور وأيضا حق المحاكمة العادلة وافتراض البراءة لكل الأشخاص، وهذا ما يزود أفغانستان بإطار لحقوق الإنسان مضمون لكل المواطنين.
ويذكر أن قوات الأمن الأفغانية ووكالة الاستخبارات اتهمتا بارتكاب انتهاكات صارخة لحقوق الإنسان كالاخفاءات القسرية والإعدامات بدون محاكمة واشتباهات بالتعذيب؛ كما تورطت قوات الأمن الأفغانية والقوى الجوية الأفغانية بقتل المدنيين في عمليات أرضية وبضربات جوية.

## عرض تاريخي
كانت حقوق الإنسان تحت الحكم الملكي لزاهر شاه مصانة عادة، حيث رفع رئيس الوزراء عام 1949 شاه محمود خان حرية الصحافة، لكن ما لبثت هذه الخطوات أن انعكست. ثم أعطى قانون الصحافة المطبق عام 1965 حرية كبيرة للصحافة للمرة الأولى، وفي الوقت الذي كانت الصحافة فيه حرة تقريبا، أوقف الملك الإعلام الصادر عن معارضين يشكلون تهديدا. أما حكم الحزب الشيوعي فقد «خلق» لأفغانستان بعد ثورة سور 1978 فكان وحشيا وقمع المعارضة بعنف، كما اختطفت الحكومة وأعدمت آلاف السجناء والمعارضين المدنيين الريفيين.
ثم وعد القائد الجديد بابراك كارمال بالقضاء على وحشية «خلق»، الأمر الذي حصل جزئيا، لكن انتهاكات حقوق الإنسان استمرت. استهدفت الحكومة والسوفييت (خلال الحرب السوفيتية الأفغانية) التجمعات السكانية في المناطق الريفية عمدا. وقد تحسنت حرية التعبير أكثر تحت إصلاحات الرئيس محمد نجيب الله، لكن مجمل حقوق الإنسان بقيت مقيدة.
وفي التسعينيات ارتكبت ميليشيات متنوعة العديد من الفظائع بحق المدنيين؛ حيث قتلت هجومات الصواريخ العشوائية خلال معركة كابول وخصوصا التي أطلقتها ميليشيا قلب الدين حكمتيار الآلاف من المدنيين. وعندما اعتلت طالبان السلطة عام 1996 فرضت قيودا كبيرة على المرأة، ونفذت إعدامات عامة، ومنعت المساعدات الدولية من الدخول إلى البلاد لإنقاذ المدنيين الجياع.

## القرن الواحد والعشرين
أسست اتفاقية بون Bonn عام 2001 اللجنة الأفغانية المستقلة لحقوق الإنسان AIHRC بصفتها مؤسسة وطنية لحقوق الإنسان تعنى بحماية ونشر حقوق الإنسان والتحقيق بانتهاكات حقوق الإنسان وجرائم الحرب، ورسخ دستور أفغانستان لعام 2004 وجود هذه المؤسسة. وفي حين أن الاضطراب والعنف وجهود إعادة البناء المستمرة غالبا ما تجعل من الصعب الحصول على فهم دقيق لما يجري، تتهم تقارير متنوعة من منظمات غير حكومية أفرعا مختلفة تابعة للحكومة بتورطها بانتهاكات لحقوق الإنسان.
كما ارتكب الجنود الأمريكيون العديد من انتهاكات حقوق الإنسان بحق المدنيين الأفغان، وأبرزها في سجون باغهرام Baghram حيث تعرض المدنيون الأبرياء للتعذيب ولظروف مهينة ولمعاملة غير إنسانية، وقد انتُقدت الولايات المتحدة بشدة بسبب أحكامها المتساهلة ضد الجنود المتورطين. كما كان أمراء الحرب الأفغان السابقين ورجال الدولة الأقوياء والمدعومين أمريكيا خلال فترة خلع طالبان مسؤولين عن عدد لا يحصى من انتهاكات حقوق الإنسان عام 2003 ومنها الخطف والاغتصاب والسطو والابتزاز. وقد وقع الآلاف في أفغانستان ضحايا للاختفاء القسري خلال العقود الأربعة الماضية.

## الموافقة على التعذيب
ادعى تلفزيون أخبار ABC في آذار 2002 أن مسؤولين بارزين في وكالة الاستخبارات الأمريكية قد سمحوا باستخدام أساليب تحقيق قاسية ومثيرة للجدل. ومن الأساليب الممكنة منها الأرجحة والصفع وتعليق السجناء بوضعية الوقوف وإبقاء السجين في زنزانة باردة وتغطيسهم بالماء وصب الماء عليهم وهم مستلقين. وقد أصدرت دراسة للأمم المتحدة عام 2011 تقريرا عن مقابلتها مع 379 محتجزا، حيث وجدت تعرض هؤلاء الذين تعتقلهم الشرطة أو أجهزة المخابرات للضرب ولخلع أظافر أقدامهم وللصدمات الكهربائية.

## الانتخابات أثناء النزاع
أجريت عدة انتخابات في أفغانستان منذ 2001، أحدثها أجري في 18 أيلول عام 2010 للمجلس الوطني، ونقل عن تنافس 2499 مرشح على 250 مقعدا. وخلال الانتخابات  هاجمت طالبان العديد من المشاركين فقتلت 11 مدنيا و3 من افراد الشرطة الوطنية الأفغانية في أكثر من 300 هجوم على مراكز الاقتراع. ويعود انخفاض مستوى القتلى على يد طالبان إلى ازدياد العمليات وخصوصا التي تستهدف قادة المتمردين المخططين للهجومات في الأيام السابقة للانتخابات. وقد أفضت إلى حجز مئات المتمردين والمتفجرات. ويجدر بالذكر أن نسبة المشاركة بالانتخابات كانت 40%.

## النظام العدلي
تملك أفغانستان نظامين عدليين، وهما النظام الرسمي والنظام غير الرسمي التقليدي. فرغم وجود نظام قضائي اعتيادي، أي محكمة عليا ومحكمة الأمن الوطني (تتعامل مع القضايا المتعلقة بالإرهاب)؛ فإن هناك مؤسسات تقليدية عاملة مثل«جيرغا» و «شورى».

## القانون والنظام
اتهمت دائرة الأمن الوطني NDS وهي وكالة الأمن الوطني لأفغانستان بإدارة سجونها الخاصة وبشبهات تعذيب ومضايقة للصحفيين؛ كما اتهمت أيضا بالقتل العمد للمدنيين خلال غاراتها.
كما اتهمت قوات الأمن التابعة للميليشيات المحلية التي تملك سجونها الخاصة أيضا بالتعذيب والقتل التعسفي. وقد استخدم أمراء الحرب في الشمال تدمير الممتلكات والاغتصاب والقتل لثني عزيمة المهجرين من الباشتون عن استرداد منازلهم، وبقيت عمالة الأطفال وتجارة البشر شائعة خارج كابول، وشاع قتل المدنيين في المعارك الدائرة بين أمراء الحرب. أما السجون المكتظة فقد ساهمت الظروف السيئة فيها بحدوث الأمراض والوفيات بين السجناء، وقد بدأ برنامج إعادة التأهيل عام 2003.
وفي غياب نظام وطني قضائي فعال، انتقص من الحق في الحماية القضائية بسبب سيادة معايير محلية غير منتظمة على المحاكمات الجنائية؛ ورغم أن الدستور الأفغاني يصون مبادئ المحاكمة العادلة والإجراءات الجنائية، لكن غالبا ما تنتهك لأسباب عديدة، ومنها النقص بالموظفين المؤهلين تأهيلا تعليميا عاليا والمحترفين (خاصة محامو الدفاع)، ونقص الموارد المادية والفساد وتدخل أمراء الحرب والسياسيين غير القانوني. وخلال العقود الأربعة السابقة، وقع عدة آلاف من المدنيين ضحايا للاختفاء القسري. 